# Džavád Forúghí
Džavád Forúghí (* 11. září 1979 Dehlorán) je íránský sportovní střelec, specialista na disciplínu vzduchová pistole. Vystudoval zdravotnickou školu a pracuje v teheránské univerzitní nemocnici Bakvijataláh. Je členem Íránských revolučních gard a zúčastnil se jako ošetřovatel války v Sýrii.

## Kariéra
Na Mistrovství Asie ve sportovní střelbě 2019 v Dauhá získal bronzové medaile v soutěžích 10 m vzduchová pistole mužů a 10 m vzduchová pistole smíšených dvojic. Vyhrál závody Světového poháru ISSF v březnu 2021 v Novém Dillí a v červnu 2021 v Osijeku.
Na Letních olympijských hrách 2020 v Tokiu se zúčastnil své první olympiády. Překvapivě vyhrál soutěž mužů na 10 m vzduchová pistole, když vytvořil olympijský rekord 244,8 bodů. Stal se tak ve 41 letech nejstarším íránským olympijským vítězem v historii a získal pro svoji zemi vůbec první střeleckou olympijskou medaili. Také obsadil společně s Hanieh Rostamianovou páté místo v soutěži smíšených dvojic.
Forúghího olympijské vítězství vyvolalo ve světě protesty, protože revoluční gardy jsou na seznamu teroristických organizací vydaném americkou vládou. Skupina United for Navid, která vznikla na podporu zápasníka Navída Afkariho, vyzvala Mezinárodní olympijský výbor, aby Forúghímu odebral zlatou medaili.